# Eleição especial para o Senado federal por Wyoming em 2008
A eleição para o senado do estado americano do Wyoming em 2008  aconteceu em 4 de novembro de 2008, ao mesmo tempo que as eleições regulares para o Senado de Wyoming. Esta foi uma eleição especial, assim designado porque preencheu o restante do mandato em curso do Senador falecido Craig Thomas, que inicio o mandato em 3 de janeiro de 2007.